# سواووشو
سواووشو (به لهستانی:  Sławoszew) یک روستا در لهستان است که در گمینا کوتلین واقع شده‌است.